# Мухамед Ходабанде
Мухамед Ходабанде (1532 — 1595) је био четврти персијски шах из династије Сафавида, владао је од 1577. до 1587. године. Мухамед је био син Тахмаспа I (1524—1576), након очевље смрти он је водио рат са својим братом Исмаилом II око власти, у овом рату је победио Исмаил, али он се на Персијском престолу задржао ни непуних годину дана, тако да га је Мухамед наследио. Мухамед Ходабанде је остао упамћен као владар слабог карактера и лошег вођства. Његову владавину буквално обележила је његова супруга. Уз помоћ свог везира Мирзе Салмана централизовао је власт у Персијском Ирану. Након што су Сафавиди почели губити моћ, Кизилбаши су се удружили против Мухамедове супруге, и 1579. године су од самог Шаха добили одобрење за атентат. Наредних година због несугласица на двору, Сафависка држава је почела опадати. Године 1585, Османлије су опсели Табриз, где су већина становништва масакрирани, даља ратовања овај владар није имао, и због тога га је син Абас I свргнуо са трона 1587. године, кога је и сам двор подржавао.